# René Troadec
René Troadec, né le 6 juillet 1908 à Plounéour-Trez, Finistère, mort le 10 août 1986 à Lesneven, Finistère, est un administrateur colonial et officier français. Officier des Forces françaises libres pendant la Seconde Guerre mondiale, il devient Compagnon de la Libération. Il est plus tard gouverneur du Tchad dont il facilite la transition vers l'autonomie.

## Biographie
René Troadec naît à Plounéour-Trez, Finistère le 6 juillet 1908,. Il est le fils d'un officier des équipages. Il se destine à l'Administration coloniale, et entreprend des études à l'École nationale de la France d'outre-mer ; il étudie aussi le droit et obtient sa licence en 1933.
Troadec est administrateur colonial au Congo français de 1934 à 1939. Il est considéré comme un « homme de dialogue ». En tant que lieutenant de réserve, il est mobilisé en septembre 1939, au début de la Seconde Guerre mondiale, pour servir au régiment de tirailleurs sénégalais du Tchad (RTST).
Il choisit en août 1940 de rejoindre la France libre et passe au Tchad qui, rallié à de Gaulle, forme l'embryon de l'Afrique française libre. Il est de décembre 1940 à octobre 1942 l'aide de camp du colonel Leclerc et prend ainsi part à la première campagne du Fezzan dans le désert libyen.
Troadec est ensuite chef de peloton puis commandant de compagnie au RTST et combat dans la colonne Leclerc pour la deuxième campagne du Fezzan. Il se fait particulièrement remarquer lors de deux combats en décembre 1942 et janvier 1943, ce qui lui vaut une citation. Il se distingue encore dans la campagne de Tunisie au printemps suivant, en attaquant et faisant fuir un détachement allemand, et faisant trente prisonniers. Il est créé Compagnon de la Libération par le décret du 2 juin 1943.
Le RTST auquel il appartient devient la 2e division blindée (2e DB), au sein de laquelle il s'entraîne en Angleterre jusqu'en juillet 1944. Il débatque en Normandie le 4 août 1944 à Grandcamp et dirige ses hommes dans la bataille de Normandie. Blessé dans l'Orne le 11 août, il rejoint son unité à la bataille des Vosges. Au cours de la bataille d'Alsace, après la libération de Strasbourg, il est de nouveau blessé, le 3 décembre 1944 à Ehl.
René Troadec reprend après la guerre sa carrière dans l'Administration coloniale. Il devient successivement directeur adjoint de l'École nationale de la France d'outre-mer, secrétaire national de l'Office des anciens combattants de l'AOF et du Togo, secrétaire général du gouvernement de la Côte française des Somalis puis du gouvernement de Côte d'Ivoire.
À partir de 1956, il est gouverneur puis haut-commissaire au Tchad. Lors de sa nomination au Tchad, il est simplement délégué, pour des raisons budgétaires, mais devant remplir les fonctions de gouverneur. Troadec préside à partir de mai 1957 le premier conseil de gouvernement et mène le territoire du Tchad vers sa première autonomie. Il est ensuite secrétaire général de la Fédération de l'Afrique équatoriale de 1960 à 1962. Il travaille ensuite pour une entreprise de télégraphie sans fil de 1962 à 1976.
Il meurt le 10 août 1986 à Lesneven, Finistère.

## Décorations
- Commandeur de la Légion d'honneur
- Compagnon de la Libération par décret du 2 juin 1943[6]
- Croix de guerre 1939-1945 (4 citations)
- Médaille de la Résistance française avec rosette par décret du 24 avril 1946[7]
- Médaille coloniale avec agrafes « Fezzan 42 » et « Fezzan-Tripolitaine 42-43 » ;
- Presidential Unit Citation (USA)
- Officier de l'ordre de l'Étoile noire
- Chevalier de l'ordre du Nichan Iftikhar